# S.S.C. Bari
Società Sportiva Calcio Bari (bivši A.S. Bari i F.C, Bari) je  talijanski nogometni klub iz Barija. Klub je nekoliko godina ispadao iz Serie A i vraćao se u nju. Trenutačno se natječe u Serie B.
Statistički, po rezultatima u Serie A, Bari je najuspješniji klub iz regije Apulije. Bari se svrstava među nogometnu elitu južne Italije i rangiran je kao 17. na listi najboljih klubova Serie A svih vremena. Jedan od najvećih uspjeha kluba je osvajanje Mitropa kupa 1990.
Od hrvatskih nogometaša, za A.S. Bari, u sezoni 1991./92. nastupali su Zvonimir Boban i Robert Jarni.

## Uspjesi
Serie B:
- prvak (3): 1934./35., 1941./42., 2008./09.
- doprvak (6): 1930./31., 1933./34. (nije se plasirao u 1. ligu), 1957./58., 1962./63., 1988./89., 1993./94.

Serie D:
- prvak (1): 2018./19.,[1]

Mitropa kup:
- prvak (1 ): Mitropa kup 1990.

## Vanjske poveznice
- Službene stranice